# Paco de Lucía
Paco de Lucía, rodným jménem Francisco Sánchez Gómez (21. prosince 1947 Algeciras, Provincie Cádiz, Španělsko – 25. února 2014 Cancún, Mexiko) byl španělský hudební skladatel a kytarista, bratr významného španělského kytaristy Ramóna de Algecirase a zpěváka Pepé de Lucíi.
Byl to vynikající kytarový virtuóz ve španělském národním hudebním, tanečním a kulturním stylu flamenco, některými odborníky považovaný za nejlepšího kytarového interpreta tohoto stylu všech dob. Působil také jako jazzový a klasický kytarista a byl, mimo jiné, také znám jakožto velký obdivovatel a propagátor španělského hudebního skladatele Manuela de Fally.
Flamenco obohatil o perkusivní hudební nástroj cajón.
Na kytaru hrál už od svých pěti let, na jeho hudební zaměření měl vliv jeho otec António, který byl také španělským lidovým kytaristou. Profesionálním kytaristou se stal z otcova popudu už v 11 letech. Nejprve vystupoval se svým bratrem Pepém, teprve později se dal na sólovou dráhu.
V roce 2014 zemřel, byl pochován na obecním hřbitově v Algeciras. Je po něm pojmenovaná stanice madridského metra.

## Diskografie
- Dos guitarras flamencas en stereo (1964)
- 12 canciones de García Lorca para guitarra (1965)
- 12 éxitos para 2 guitarras flamencas (1965)
- La fabulosa guitarra de Paco de Lucía (1967)
- Canciones andaluzas para 2 guitarras (1967)
- Dos guitarras flamencas en América Latina (1967)
- Fantasía flamenca de Paco de Lucía (1969)
- En Hispanoamérica (1969)
- 12 Hits para 2 guitarras flamencas y orquesta de cuerda (1969)
- El mundo del flamenco (1971)
- Recital de guitarra (1971)
- El duende flamenco de Paco de Lucía (1972)
- Fuente y caudal (1973)
- Paco de Lucía (1972)Almoraima (1976)

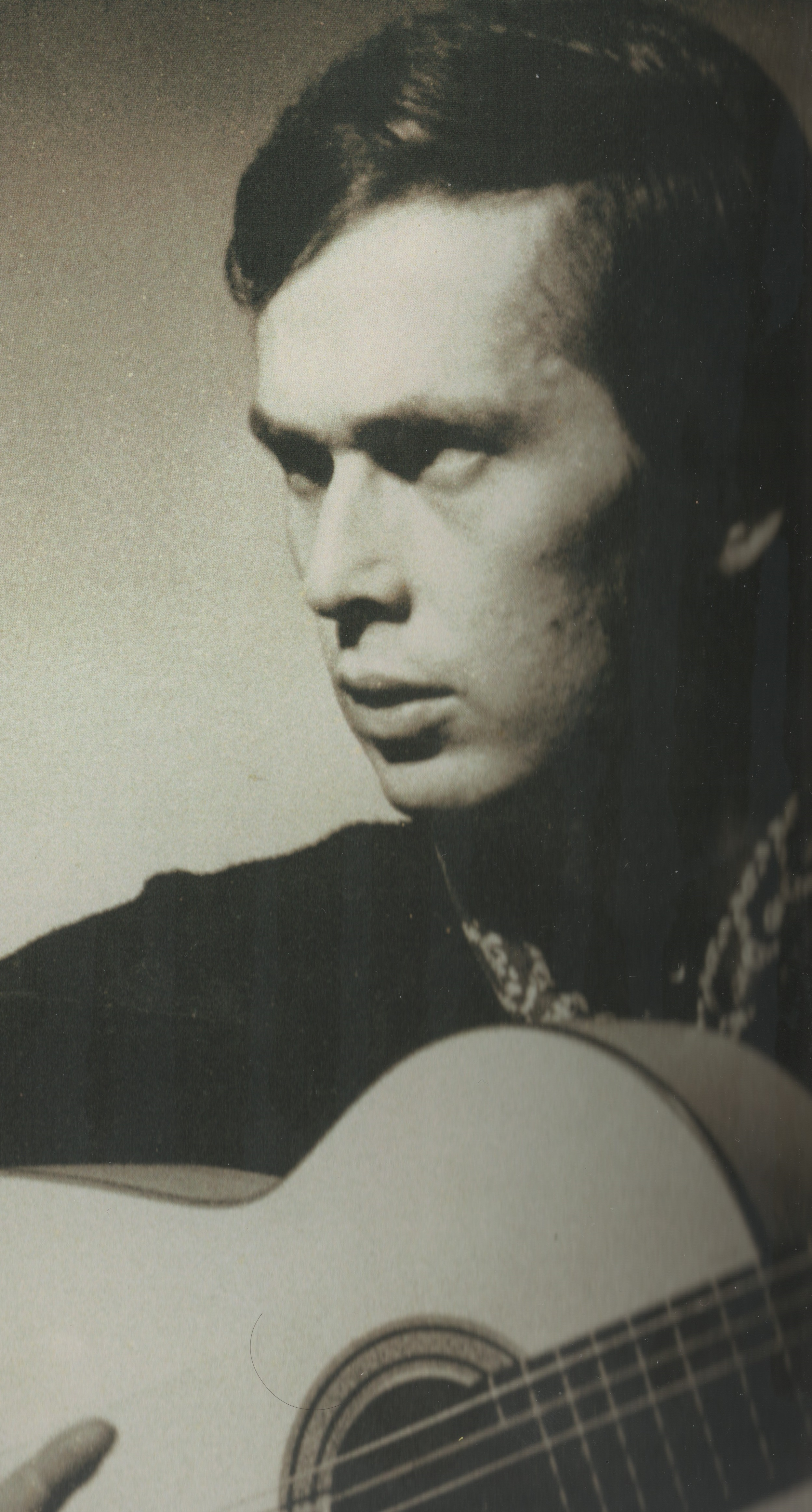
Paco de Lucía (1972)

- Interpreta a Manuel de Falla (1978)
- Friday Night in San Francisco (1981, LIVE, Paco de Lucía & John McLaughlin & Al Di Meola)
- Castro Marín (1981) s Johnem McLaughlinem
- Sólo quiero caminar (1981) The Paco de Lucía Sextet
- Passion, Grace and Fire (1983) s Johnem McLaughlinem
- Siroco (1987)
- Zyryab (1990)
- Concierto de Aranjuez (1991)
- The Guitar Trio (1996) s Johnem McLaughlinem
- Luzia (1998)
- Cositas buenas (2004)
- Gold (2005)
- Canción Andaluza (2014)

## Odkazy

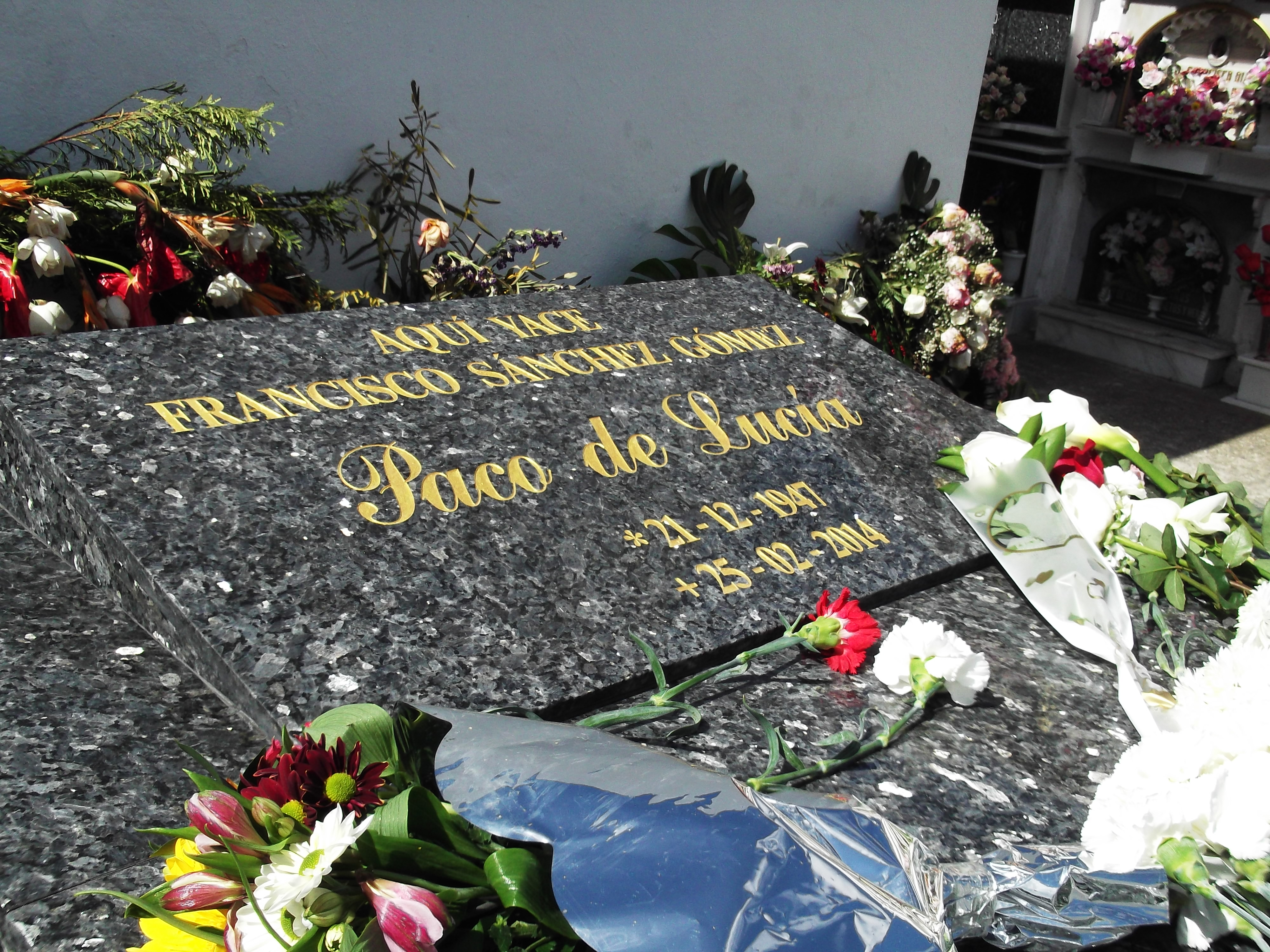
Hrob Paca de Lucíi (Cementerio municipal de Algeciras)